# ستيفن هيتشن
ستيفن تشارلز هيتشن هو دبلماسي بريطاني، متخصص في مكافحة الإرهاب، وُلدَ في هاروغيت، بالمملكة المتحدة، عمل في وزارة الدفاع ودخل دورة تعلّم اللغة العربية 18 شهراً. وعُيّن سفيراً في العراق ابتداء من تموز سنة 2023 حتى شباط/آذار سنة 2025، وخلَفَهُ عرفان صديق.

## مناصبه
- تموز 2023 - سفير المملكة المتحدة في العراق
- 2019 إلى حزيران 2023 وزارة الخارجية والتنمية، مدير إدارة مكافحة الإرهاب
- 2016 - 2019	وزارة الخارجية، مدير الأمن القومي المعني بمنطقة الشرق الأوسط وشمال أفريقيا، إدارة الشرق الأوسط وشمال أفريقيا
- 2013 - 2016	عمّان، مستشار حول شؤون المنطقة
- 2012 - 2013	وزارة الخارجية، مسؤول تحليل شؤون الشرق الأوسط، إدارة الشرق الأوسط وشمال أفريقيا
- 2009 - 2012	وزارة الخارجية، رئيس الفريق السياسي المعني بإيران، الشرق الأوسط وشمال أفريقيا
- 2006 - 2009	الكويت، مسؤول شؤون المنطقة
- 2004 - 2006	القاهرة، سكرتير أول للشؤون السياسية
- 1996 - 2004	وزارة الدفاع (بما في ذلك 18 شهرا لتعلُّم اللغة العربية)